# Psittacosauridae
Gli psittacosauridi (Psittacosauridae) sono una famiglia di dinosauri erbivori caratteristici del Cretacico inferiore dell'Estremo Oriente.

## Caratteristiche
Il gruppo comprende un genere principale, Psittacosaurus, e un'altra forma meno nota, Hongshanosaurus. Questi animali erano entrambi di piccole dimensioni (lunghezza un metro e mezzo circa) ed erano caratterizzati principalmente da un grande becco, simile a quello di un pappagallo. Probabilmente semibipedi, gli psittacosauridi non erano dei buoni corridori, al contrario dei loro antenati che vanno ricercati probabilmente tra animali affini agli eterodontosauridi. Gli psittacosauridi ("lucertole pappagallo") sono gli antenati di tutti i ceratopsi, ovvero i dinosauri cornuti caratteristici del Cretaceo superiore, la cui forma più nota è senza dubbio il triceratopo. Diversamente dai loro discendenti, gli psittacosauri erano di struttura piuttosto leggera. Gli arti anteriori, muniti di cinque dita, erano lunghi e robusti, così come quelli posteriori. Il cranio, oltre a essere dotato del famoso becco che contraddistingue tutti i membri dei ceratopsi, era di forma squadrata e non possedeva ancora il caratteristico "collare" osseo.

## Distribuzione
All'inizio classificati come ornitopodi, gli psittacosauri sono stati in seguito riconosciuti essere membri primitivi dei ceratopsi. Questi dinosauri apparvero nel corso del Cretaceo inferiore in Cina, forse originatisi da forme primitive come Chaoyangsaurus, per poi diffondersi in tutta l'Asia orientale, comprese Siberia, Giappone, Mongolia e Indocina.